# Paneren
Paneren (van Frans: paner, met broodkruim bestrooien) is in de keuken een procedé waarmee een product, alvorens het gefrituurd wordt, voorzien wordt van een omhulsel van paneermeel, waardoor het na bereiding een krokante korst krijgt. Gewoonlijk wordt het product eerst in meel gerold en dan in losgeklopt en eventueel gekruid eiwit, waarna het door de paneermeel wordt gehaald.
Er zijn variaties bij het paneren, die niet alle van paneermeel gebruikmaken. Ze worden toegepast op zowel vis, vlees, groenten als fruit. 
- Paneren op zijn Engels: met gekruide bloem, losgeklopt eiwit en paneermeel of panko.
- Paneren op zijn Frans: met gekruide melk en bloem.
- Paneren op zijn Italiaans: met gekruide melk, bier, eierdooiers, opgeklopt eiwit en bloem.
- Paneren met bloem.
- Tempura: met bloem en ijswater of ijskoud spuitwater.